# Stary Korczyn

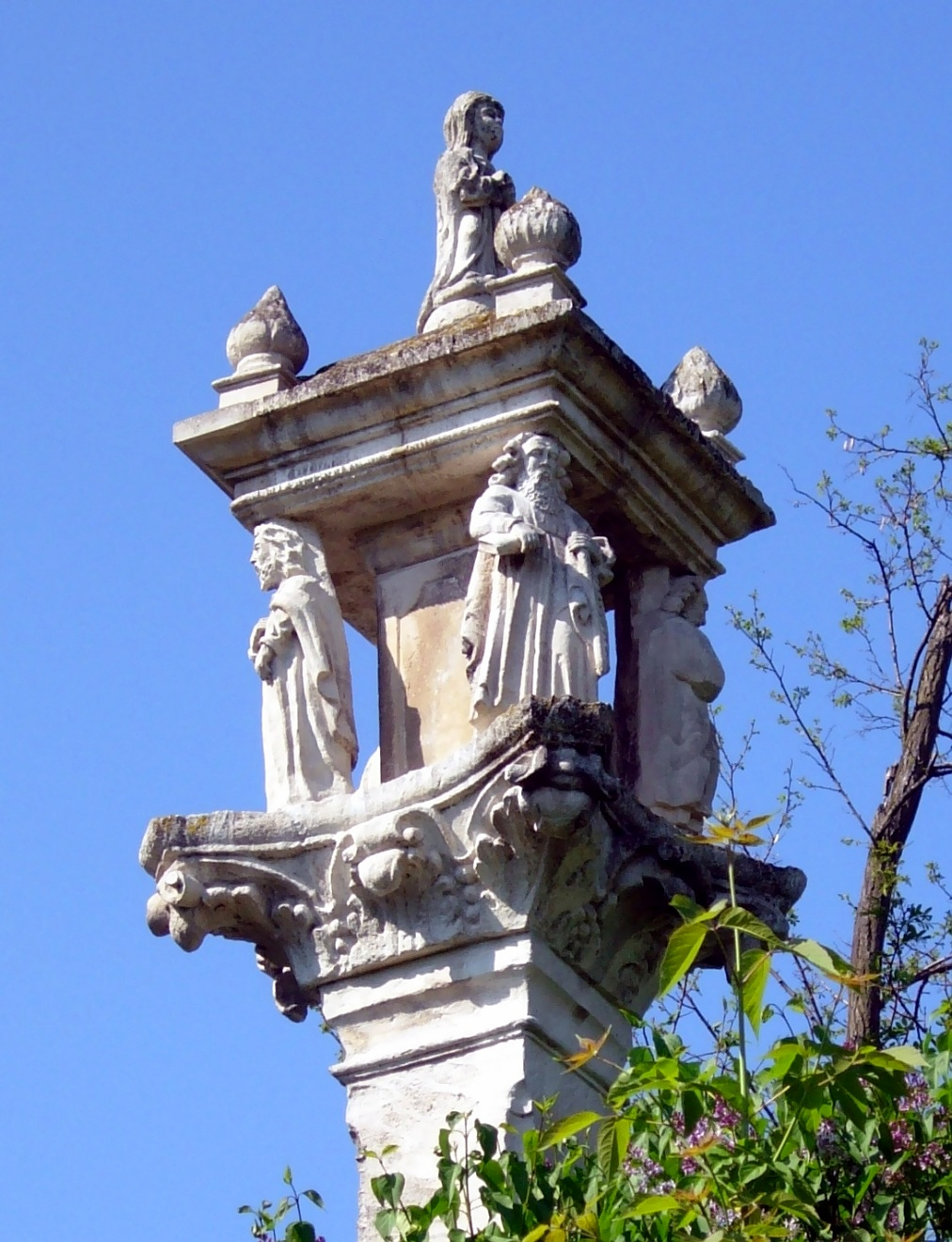
Kapliczka z 1666 r.

Stary Korczyn – wieś w Polsce położona w województwie świętokrzyskim, w powiecie buskim, w gminie Nowy Korczyn.
Dzisiejszy Stary Korczyn składał się dawniej z trzech wsi: Korczyn Stary, Korczyn Poduchowny i Winiary Górne. Korczyn Poduchowny przez pewien czas (lata 40. i 50.) stanowił odrębną gromadę w gminie Opatowiec.
W latach 1975–1998 miejscowość administracyjnie należała do województwa kieleckiego.

## Położenie
Miejscowość położona jest na Ponidziu, w Nadnidziańskim Parku Krajobrazowym, na prawym brzegu rzeki Nidy, ok. 3 km na zachód od Nowego Korczyna.
Na nadnidziańskich łąkach w okolicach Starego Korczyna występuje zimowit jesienny, rzadka roślina chroniona, która kwitnie późną jesienią.
Przez wieś przechodzi  zielony szlak turystyczny z Wiślicy do Grochowisk.

## Historia
Pierwsze wzmianki o Korczynie pochodzą z XII wieku. W 1145 r. komes Wszebor nadał wieś klasztorowi w Trzemesznie. Jednak miejscowa parafia jest starsza i prawdopodobnie istniała już w drugiej połowie XI wieku. W XIII wieku na terenie osady znajdował się dwór książęcy. Korczyn miał charakter osady miejskiej, o czym świadczy rzadko spotykany i zachowany do dzisiaj wrzecionowaty układ ulic. W 1226 r. urodził się tu książę Bolesław Wstydliwy, założyciel sąsiedniego Nowego Miasta Korczyna. Po lokacji w 1258 r. Nowego Miasta, Stary Korczyn stracił swoje znaczenie.
W XIV wieku pozostawał jeszcze siedzibą dekanatu. Prestiż parafii spowodował, że Kazimierz III Wielki ufundował tu nowy, murowany kościół, którego budowę ukończono w XV wieku. Jan Długosz wspomina o Starym Korczynie jako wsi królewskiej.
Według spisu z 1827 r. było tu 47 domów i 231 mieszkańców. Znajdowała się tu szkoła gminna oraz przytułek dla starców.

## Urodzeni w Starym Korczynie
Bolesław V Wstydliwy, 21 czerwca 1226 (zm. 1279) – książę krakowski i sandomierski, ostatni przedstawiciel małopolskiej linii Piastów.

## Zabytki
- Kościół pw. św. Mikołaja z połowy XIV w., przebudowany w XIX w. Uszkodzony w czasie I wojny światowej, a następnie odrestaurowany (powstało m.in. nowe sklepienie kościoła). Świątynia składa się z dwóch części: starszej, gotyckiej w skład której wchodzi prezbiterium z XIV w., nawa i zakrystia z XV w. oraz z części neogotyckiej z drugiej połowy XIX w. Na południowej ścianie kościoła, pomiędzy nawą a prezbiterium znajduje się wieżyczka z XIV w., z otworami strzelniczymi i śladami po dawnym zegarze słonecznym. Jednym z elementów wyposażenia kościoła jest późnogotycki krucyfiks z ok. 1500 r. Na zewnętrznej ścianie zakrystii wmurowana jest płyta z nazwiskiem Jakuba z Ujścia, kanonika krakowskiego i profesora Akademii Krakowskiej. Wewnątrz kościoła znajduje się marmurowe epitafium innego profesora Akademii, Jana Józefa Rygalskiego. Ich obecność wiąże się z przysługującym senatowi Akademii przez dwa wieki, nadanym przez króla Zygmunta Augusta, prawem obsady tutejszego probostwa[10]. W kruchcie za zakrystią kościoła znajduje się także renesansowe epitafium Antoniego Skorczyckiego, z popiersiem zmarłego. W dolną część ołtarza wmurowana jest płyta nagrobna Elżbiety ze Zborowskich Dudyczowej. Obok świątyni usytuowana jest ceglana dzwonnica. Budynek kościoła oraz dzwonnica wpisane są do rejestru zabytków nieruchomych (nr rej.: A.57/1-2 z 21.01.1933 (wypis z księgi orzeczeń), z 11.02.1967 i z 18.03.1999)[11].
- Kapliczka z 1666 r.
- Figura przydrożna z 1873 r.
- Cmentarz parafialny z połowy XIX w. (nr rej.: A.58 z 23.12.1992)[11].